# Figueira (Paraná)
Figueira ist ein brasilianisches Munizip im Norden des Bundesstaats Paraná. Es hat 8.062 Einwohner (2022), die sich Figueirenser nennen. Seine Fläche beträgt 130 km². Es liegt 586 Meter über dem Meeresspiegel.

## Etymologie
Das Dorf wurde bei seiner Entstehung in den 1920er Jahren nach den hier häufigen Feigenbäumen Figueira genannt.

## Geschichte

### Bodenschätze
Das Gebiet, in dem sich die Gemeinde Figueira befindet, wurde in der zweiten Hälfte des 19. Jahrhunderts von dem Sertanisten Joaquim Francisco Lopes auf Wunsch von João da Silva Machado – Baron von Antonina – gerodet. Es profitierte von der alten Straße, die die Militärkolonie Jataí (heute: Jataizinho) mit Curitiba verband und an der mehrere Siedlungen entstanden.
Die ersten Einwohner kamen um 1922 in Figueira an. Es waren Goldsucher, angezogen von der Kunde von Goldvorkommen in den Diamantlagerstätten von Tibagi. Sie ließen sich in der Nähe der Flüsse Rio do Peixe und Rio Figueirinha nieder. Ab 1925 wurden Steinkohlevorkommen erschlossen. Im Jahr 1926 begannen sie mit kleinen Anpflanzungen und es entstand ein kleines Dorf.
Dieses Dorf wurde zum Anziehungspunkt, weil viele Diamanten gefunden wurden. Da es keine gesetzlichen Beschränkungen gab, beuteten die ersten Menschen die Diamanten wild aus und machten ihre eigenen Gesetze. Viele wurden getötet und ausgeraubt. Die ersten Einwohner kamen aus dem Norden: Baianos, Alagoanos, Pernambucanos, Sergipanos usw.
Der erste große Diamant wurde von Elias Lacerda gefunden, der ihn zu einem guten Preis verkaufen konnte.
Am 20. Januar 1949 wurde Figueira Teil von Curiúva. Am 6. August 1979 wurde es in die Kategorie eines Distrikts von Curiúva erhoben.

### Wirtschaftliche Entwicklung
Figueira wurde hauptsächlich durch den Abbau von Steinkohle, den Anbau von Mais und Zuckerrohr sowie die Gewinnung von Brennholz besiedelt. Ab Ende der 1980er Jahre wich der Pflanzenabbau der Forstwirtschaft mit Aufforstung zur Gewinnung von Brenn- und Nutzholz. Seit der Jahrtausendwende hat der sekundäre Sektor an Bedeutung gewonnen.

### Eisenbahn
In den 1920er Jahren wurde mit dem Bau der Nebenbahn Barra Bonita und Rio do Peixe begonnen, die an der Station Wenceslau Braz der Paranapanema-Zweigbahn abzweigte, um nach Barra Bonita (Ibaiti) die Kohleminen in der Region Figueira und Cambuí (im heutigen Munizip Figueira) zu erreichen. Nachdem sie 1925 Barra Bonita erreicht hatte, kam sie erst 23 Jahre später, 1948, bis Cambuí, wo der Bahnhof Lysimaco Costa nahe dem heutigen Stadtgebiet von Figueira gebaut wurde. Hier befanden sich die größten Kohleminen der Region. Trotz alledem wurde die Strecke 1969 stillgelegt. Offiziell wurde sie 1975 von der RFFSA geschlossen.

### Kohlekraftwerk
Ab den 1950er Jahren wurde das Kohlekraftwerk Usina Termelétrica de Figueira gebaut und 1963 in Betrieb genommen. Es ist das einzige Kohlekraftwerk in Paraná. Hier wird die Steinkohle aus dem Hauptkohlerevier des Staates verfeuert.

### Erhebung zum Munizip
Figueira wurde durch das Staatsgesetz Nr. 7570 vom 20. April 1982 aus Curiúva ausgegliedert und in den Rang eines Munizips erhoben. Es wurde am 1. Februar 1983 als Munizip installiert.

## Geografie

### Fläche und Lage
Figueira liegt auf dem Segundo Planalto Paranaense (der Zweiten oder Ponta-Grossa-Hochebene von Paraná). Seine Fläche beträgt 130 km². Es liegt auf einer Höhe von 586 Metern.

### Vegetation
Das Biom von Figueira ist Mata Atlântica.

### Klima
Das Klima ist gemäßigt warm. Es werden hohe Niederschlagsmengen verzeichnet (1508 mm pro Jahr). Die Klimaklassifikation nach Köppen und Geiger lautet Cfa. Im Jahresdurchschnitt liegt die Temperatur bei 20,4 °C.

### Gewässer
Figueira liegt im Einzugsgebiet des Rio das Cinzas. Dessen linker Nebenfluss Rio Laranjinha bildet die östliche Grenze des Munizips zu Ibaiti. Entlang der westlichen Grenze fließt der Rio das Pedras und mündet am nordwestlichen Zipfel des Munizipgebiets in den Rio Laranjinha.

### Straßen
Figueira ist über die PR-160 mit Curiuva im Süden verbunden. Über die PRC-272 kommt man im Osten nach Ibaiti.

### Nachbarmunizipien
|          |                                             |        |
| Sapopema | Kompassrose, die auf Nachbargemeinden zeigt | Ibaiti |
|          | Curiúva                                     |        |

## Stadtverwaltung
Bürgermeister: José Carlos Contiero, PSL (2021–2024)
Vizebürgermeister: André Luiz de Godoi, PSL (2021–2024)

## Demografie

### Bevölkerungsentwicklung
| Jahr | Einwohner | Stadt | Land |
| ---- | --------- | ----- | ---- |
| 1991 | 9.585     | 75 %  | 25 % |
| 2000 | 9.038     | 85 %  | 15 % |
| 2010 | 8.293     | 86 %  | 14 % |
| 2022 | 8.062     |       |      |

Quelle: IBGE (2011) und Volkszählung 2022

### Ethnische Zusammensetzung
| Gruppe * | 1991    | 2000    | 2010    | wer sich als …                                                                   |
| --- | ------- | ------- | ------- | -------------------------------------------------------------------------------- |
| Weiße | 76,3 %  | 62,3 %  | 65,6 %  | weiß bezeichnet                                                                  |
| Schwarze | 2,2 %   | 1,8 %   | 2,7 %   | schwarz bezeichnet                                                               |
| Gelbe | 0,4 %   | 0,8 %   | 0,5 %   | von fernöstlicher Herkunft wie japanisch, chinesisch, koreanisch etc. bezeichnet |
| Braune | 20,9 %  | 34,8 %  | 31,1 %  | braun oder als Mischung aus mehreren Gruppen bezeichnet                          |
| Indigene | 0,0 %   | 0,1 %   | 0,0 %   | Ureinwohner oder Indio bezeichnet                                                |
| ohne Angabe | 0,1 %   | 0,1 %   | 0,0 %   |                                                                                  |
| Gesamt | 100,0 % | 100,0 % | 100,0 % |                                                                                  |
| *) Das IBGE verwendet für Volkszählungen ausschließlich diese fünf Gruppen. Es verzichtet bewusst auf Erläuterungen. Die Zugehörigkeit wird vom Einwohner selbst festgelegt. |         |         |         |                                                                                  |

Quelle: IBGE (Stand: 1991, 2000 und 2010)